# Herznebel
Der Herznebel ist ein Emissionsnebel  mit einem offenen Sternhaufen im Inneren und befindet sich im Sternbild Kassiopeia am Nordsternhimmel.

## Bezeichnungen
- Der mit Abstand hellste Bereich des Nebels wurde zuerst entdeckt und als NGC-Objekt 896 katalogisiert.
- Der offene Sternhaufen trägt u. a. die Bezeichnungen „Melotte 15“, „Collinder 26“, „Raab 11“ und IC 1805. Letztere wird manchmal auch für das ganze Gebilde benutzt.
- Der Gasnebel allein hat die Bezeichnung „Westerhout 4“ (W 4).
- Die Kombination mit einem dicht daneben liegenden etwas kleineren Emissionsnebel führt den Trivialnamen „heart and soul nebula“ („Herz- und Seelennebel“).

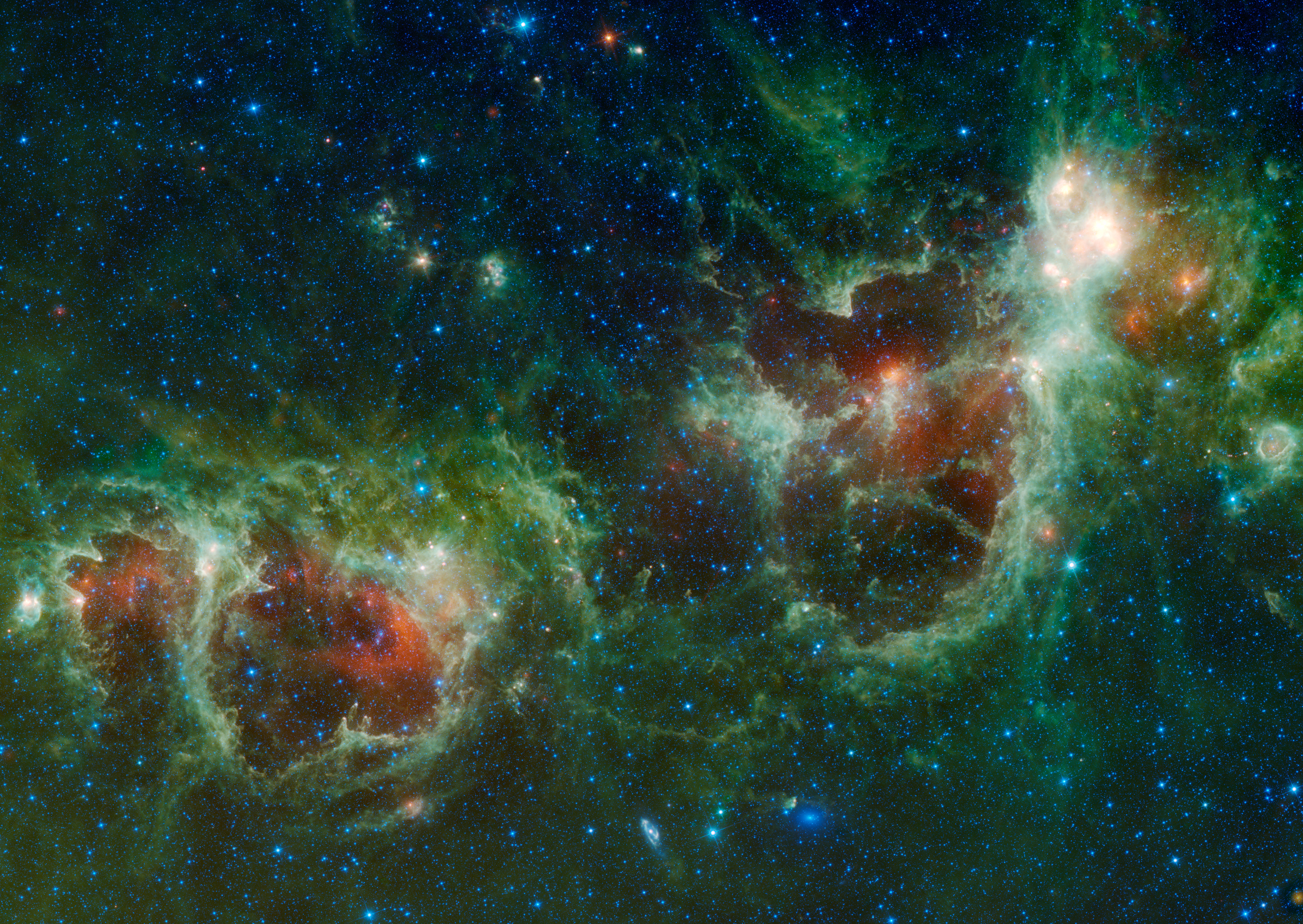
Der Herznebel (rechts) und der Seelennebel (links) in Infrarot.

## Eigenschaften
Das Objekt befindet sich etwa 6500 Lichtjahre von uns entfernt im Perseus-Arm der Milchstraße. Der Emissionsnebel aus Gaswolken und dunklen Staubbereichen besteht aus Plasma von ionisiertem Wasserstoff und freien Elektronen.
Die rötlichen, nebeligen Partien werden von den Sternen des offenen Sternhaufens beleuchtet. Diese Gruppe besteht aus mehreren Sternen mit insgesamt etwa 50-facher Masse der Sonne und weiteren kleineren und weniger hellen Sternen. Der Haufen schloss einen Mikroquasar ein, welcher vor Millionen von Jahren ausgestoßen wurde.